# Pseudorthocladius curtistylus
Pseudorthocladius curtistylus är en tvåvingeart som beskrevs av Goetghrbuer 1921. Pseudorthocladius curtistylus ingår i släktet Pseudorthocladius och familjen fjädermyggor. Inga underarter finns listade i Catalogue of Life.